# Prosipho
Prosipho is een geslacht van weekdieren uit de klasse van de Gastropoda (slakken).

## Soorten
- Prosipho amiantus Oliver & Picken, 1984
- Prosipho antarctidis (Pelseneer, 1903)
- Prosipho astrolabiensis (Strebel, 1908)
- Prosipho bisculptus Thiele, 1912
- Prosipho certus Thiele, 1912
- Prosipho chordatus (Strebel, 1908)
- Prosipho congenitus E. A. Smith, 1915
- Prosipho crassicostatus (Melvill & Standen, 1907)
- Prosipho elongatus Thiele, 1912
- Prosipho enricoi Engl, 2004
- Prosipho gaussianus Thiele, 1912
- Prosipho glacialis Thiele, 1912
- Prosipho gracilis Thiele, 1912
- Prosipho grohae Engl, 2005
- Prosipho harrietae Engl & Schwabe, 2003
- Prosipho hedleyi Powell, 1958
- Prosipho iodes Oliver & Picken, 1984
- Prosipho mundus E. A. Smith, 1915
- Prosipho nestaris (Fleming, 1948)
- Prosipho nodosus Thiele, 1912
- Prosipho pellitus Thiele, 1912
- Prosipho propinquus Thiele, 1912
- Prosipho pupa Thiele, 1912
- Prosipho pusillus Thiele, 1912
- Prosipho sindemarkae Engl, 2003
- Prosipho spiralis Thiele, 1912
- Prosipho stilwelli Beu, 2009 †
- Prosipho tomlini Powell, 1957
- Prosipho tuberculatus E. A. Smith, 1915
- Prosipho turritus Oliver & Picken, 1984
- Prosipho valdiviae Thiele, 1925
- Prosipho wayae Engl, 2005